# Songs from the Silver Screen
Songs from the Silver Screen – to czwarty album studyjny amerykańskiej wokalistki Jackie Evancho. Premiera albumu miała miejsce 2 października 2012. Na albumie znajduje się 12 coverów znanych utworów filmowych w aranżacji Billa Rossa. Album zadebiutował na siódmym miejscu listy Billboard 200 oraz pierwszym na liście Billboard Classical Albums chart. Album był promowany trasą Songs from the Silver Screen Tour w ramach której Evancho dała 23 koncerty. Promocji albumu poświęcono również jeden odcinek amerykańskiego show PBS Great Performances.

## Lista utworów
W nawiasach podano tytuły filmów z jakich pochodzą utwory.
1. Pure Imagination (Willy Wonka i fabryka czekolady) - 5:08
2. The Music of the Night (Upiór w operze) - 5:03
3. Can You Feel the Love Tonight (Król lew) - 4:22
4. Reflection (Mulan) - 4:26
5. The Summer Knows (Lato roku 1942), (gościnnie Chris Botti na trąbce) – 4:19
6. I See the Light (Zaplątani), (gościnnie Jacob Evancho - brat Jackie) – 4:22
7. What a Wonderful World (Good Morning, Vietnam) - 4:08
8. Se (love theme) (Cinema Paradiso), (gościnnie  2Cellos) – 3:28
9. My Heart Will Go On (Titanic), (gościnnie Joshua Bell na skrzypcach)5:22
10. Come What May (Moulin Rouge!), (gościnnie The Canadian Tenors) – 4:52
11. Some Enchanted Evening (Południowy Pacyfik)  -  4:10
12. When I Fall In Love” (Bezsenność w Seattle) - 4:37

Do płyty w edycji deluxe dołączono DVD z zarejestrowanym występem Evancho w PBS Great Performances.

## Notowania
| Lista (2012)                         | Najwyższa pozycja |
| ------------------------------------ | ----------------- |
| Kanada (Canadian Albums Chart)       | 22                |
| Japonia(Japanese Albums Chart)       | 141               |
| USA (Billboard 200)                  | 7                 |
| USA (Billboard Top Classical Albums) | 1                 |